# Лунд, Зак
Зак Лунд (англ. Zach Lund, 22 марта 1979, Солт-Лейк-Сити, Юта) — американский скелетонист, выступавший за сборную США в 2000-е годы. Участник зимних Олимпийских игр в Ванкувере, обладатель Кубка мира, двукратный обладатель Кубка Америки, дважды бронзовый призёр чемпионатов мира.

## Биография
Зак Лунд родился 22 марта 1979 года в городе Солт-Лейк-Сити, штат Юта, был пятым ребёнком в семье. После окончания католической школы и колледжа в 1999 году стал активно заниматься скелетоном, прошёл отбор в национальную команду и в феврале 2001 года дебютировал на Кубке мира, приехав двадцать первым на этапе в японском Нагано. На втором своём этапе уже закрыл десятку сильнейших, и с тех пор надолго обосновался среди лидеров мирового скелетона.
Дважды одержав победу в общем зачёте Кубка Америки и став в сборной первым номером, собирался принять участие в заездах Олимпийских игр 2006 года в Турине, однако за несколько дней до соревнований у него в крови обнаружили финастерид — запрещённый препарат, скрывающий применение допинга. Буквально в день открытия Игр арбитражный спортивный суд в Лозанне принял решение дисквалифицировать Лунда сроком на один год. Сам спортсмен категорически отрицал умышленное применение допинга, объясняя наличие финастерида в крови лекарством от облысения, которое он принимает с подросткового возраста.
После истечения срока дисквалификации Лунд начал выступать ещё лучше прежнего, в частности, в кубковом сезоне 2006/07 занял первое место общего зачёта и, соответственно, стал обладателем Кубка мира. На мировом первенстве 2007 года в швейцарском Санкт-Морице завоевал бронзовую медаль в мужском одиночном разряде, тогда как год спустя на соревнованиях в немецком Альтенберге получил такую же награду за участие в состязаниях смешанных команд по бобслею и скелетону. Благодаря череде удачных выступлений удостоился права защищать честь страны на Олимпийских играх 2010 года в Ванкувере, где впоследствии занял пятое место, причём до подиума ему не хватило всего лишь 0,52 секунды. В связи с возросшей конкуренцией в сборной сразу после этой Олимпиады принял решение завершить карьеру профессионального спортсмена, уступив место молодым американским скелетонистам.